# Stactobia throli
Stactobia throli är en nattsländeart som beskrevs av Schmid 1983. Stactobia throli ingår i släktet Stactobia och familjen smånattsländor. Inga underarter finns listade i Catalogue of Life.